# Textura aberta
A textura aberta é um conceito que se refere à característica da flexibilidade, adaptabilidade e falta de rigidez em um sistema ou fenômeno. Pode ser aplicado a diversas áreas, incluindo o direito, a linguagem, a arte e outras disciplinas. No contexto geral, a "textura aberta" sugere que algo é maleável e pode ser interpretado, adaptado ou moldado de várias maneiras, em vez de ser estritamente definido ou prescrito. 
A textura aberta pode ser entendida como uma indeterminação lingüística.  O termo é frequentemente usado em contraste com a ideia de algo "fechado" ou "rígido", onde as possibilidades de interpretação, aplicação ou criação são limitadas ou pré-determinadas. A textura aberta permite uma gama mais ampla de interpretações, criatividade e flexibilidade, tornando-se um conceito importante em contextos nos quais a complexidade e a adaptação são valorizadas. 
Pode ser entendida também como uma linguagem que não é clara, ou seja, quando seu sentido não se impõe por si mesmo.  Essa expressão foi inicialmente introduzida pela filosofia da linguagem e, posteriormente, utilizada dentro da teoria do direito.

## A visão da Filosofia da Linguagem
O conceito de textura aberta foi elaborado, pela primeira vez, pelo filósofo Friedrich Waismann.   Trata-se de uma indeterminação da linguagem presente nas chamadas afirmações empíricas. Quando afirmamos “há um gato na porta ao lado”, sempre poderemos questionar a precisão do enunciado: perceber a existência do gato implica tocá-lo? O que se quer dizer com existir?   A constatação ou verificação dessas afirmações nunca pode ser feita de forma conclusiva, justamente por sempre existir espaço para dúvida acerca do que se quis dizer.  
Tanto Hart quanto Weismann escreveram sobre a existência de uma “textura aberta” dentro das lacunas circunstanciais das regras humanas e da percepção prática defeituosas. Weismann derivou o termo de sua abordagem à filosofia de Wittgenstein e argumentou sobre a imprecisão geral da linguagem. H. L. A. Hart argumentou na interpretação judicial entre o formalismo e o ceticismo das regras que as regras jurídicas têm um significado aplicável de acordo com a situação dependente, mas o problema reside na imprecisão da linguagem na aplicação interpretada. O capítulo discute a visão de Hart sobre a natureza da linguagem, das regras e da aplicação das regras. 
A ideia de "textura aberta da linguagem" é um conceito que pode ser discutido a partir da perspectiva da filosofia da linguagem. Na filosofia da linguagem, esse conceito está associado à natureza dinâmica e complexa da linguagem, que permite uma ampla gama de interpretações, significados e usos. A polissemia refere-se ao fato de que muitas palavras na linguagem têm múltiplos significados, e a ambiguidade ocorre quando uma palavra ou frase pode ser interpretada de várias maneiras em um determinado contexto. A textura aberta da linguagem permite que as palavras tenham uma variedade de significados, e os filósofos da linguagem exploram como os falantes e ouvintes resolvem essa ambiguidade. 
A pragmática é um campo importante na filosofia da linguagem que se concentra na compreensão da linguagem em um contexto particular. Ela lida com questões como implicatura, a maneira como as pessoas usam a linguagem para transmitir intenções e como o contexto influencia a interpretação das mensagens. A textura aberta da linguagem torna a pragmática uma área crucial de estudo, uma vez que a interpretação da linguagem frequentemente depende de fatores contextuais. 
A linguagem é um fenômeno cultural e social em constante evolução. A textura aberta da linguagem está relacionada à capacidade da linguagem de se adaptar e evoluir ao longo do tempo. Os filósofos da linguagem exploram como a linguagem muda, desenvolve novos termos e se adapta às necessidades culturais e sociais. A textura aberta da linguagem levanta questões sobre a natureza do significado na linguagem. Os filósofos da linguagem examinam como o significado é construído, como os conceitos são expressos e como a interpretação da linguagem é realizada pelos falantes e ouvintes. A textura aberta da linguagem também está relacionada à capacidade criativa dos falantes. As pessoas podem criar novas palavras, metáforas e expressões para descrever conceitos complexos ou situações únicas. A filosofia da linguagem explora como essa criatividade se encaixa na estrutura da linguagem e como novos significados são gerados. 

## Divergências
Existe uma cisão, dentro da filosofia da linguagem, a respeito da textura aberta. Essa expressão foi utilizada para se referir à indeterminação lingüística presente de forma ‘’ocasional’’ nos chamados enunciados empíricos. No entanto, para alguns filósofos, se consideramos que a linguagem é sempre potencialmente imprecisa, não faria sentido falar em indeterminação ocasional, isto é, aplicável apenas aos enunciados empíricos. Trata-se de uma característica inerente à linguagem e, portanto, sempre presente.  

## A textura aberta e o direito
A expressão “textura aberta” foi utilizada pela primeira vez no Campo do Direito por H. L. A. Hart.
Para Hart, a textura aberta é o termo que expressa a possibilidade de imprecisão presente no conteúdo das Leis.
As leis são como regras que descrevem casos concretos, de forma ampla, sem muitos detalhes, ou seja, são instrumentos pelos quais o legislador procura regular, de forma não ambígua e antecipadamente, condutas humanas por meios de padrões gerais.  Ou seja, as leis são bem amplas para abarcar o maior número de ações humanas possíveis, porém, existem duas desvantagens no uso destes padrões gerais: a primeira desvantagem é a nossa relativa ignorância do fato; a segunda desvantagem é a nossa relativa indeterminação de finalidade.
Um exemplo bem interessante que Hart utiliza para explicar esta questão da textura aberta é a placa de proibida a entrada de veículos no parque. Ora, a primeira questão que nos vem à cabeça é: porque será que é proibida a entrada de veículos no parque? Que fato aconteceu para que não fosse mais permitida a entrada de veículos no parque? A segunda questão é: o que a Administração do parque entende por veículo? Um patins é um veículo? Uma bicicleta é um veículo? Um carrinho de brinquedo é um veículo?
Neste caso a textura aberta se dá pela indeterminação da regra: o que a Administração do parque entende por veículo? Mesmo sendo uma regra simples (É proibida a entrada de veículos no parque), o poder discricionário que foi deixado pela linguagem pode ser muito amplo, de qualquer forma que, a aplicação da regra pode, na verdade, constituir uma escolha, ainda que possa não ser arbitrária ou irracional.  Ou seja, a Administração do parque pode, de acordo com a sua escolha entender que é veículo apenas aqueles que dotados de motor, com placa e que são utilizados como meio de transporte.

## O papel do decisor
Diante desta margem de dúvida, caberá ao juíz interpretar a regra da forma que julgar mais apropriada ao caso concreto com o qual estiver lidando. Como cabe ao decisor promover a subsunção do fato à norma, cumprindo ao inscrito na legislação, assim como buscar seguir os precedentes jurisprudencias. Quando a legislação admite que o aplicador da norma escolha, está-se diante de um cado de  discricionariedade. Essas questões são discutidas na hermenêutica jurídica. 
A noção de "textura aberta do direito" está relacionada ao papel do julgador, uma vez que a textura aberta implica que as leis e regulamentos muitas vezes não fornecem orientações precisas ou respostas definitivas para todas as situações legais. Portanto, o papel do julgador torna-se fundamental na interpretação e aplicação do direito. Devido à natureza aberta do direito, os julgadores frequentemente têm a responsabilidade de interpretar as leis e regulamentos em casos específicos. Eles devem aplicar seu julgamento e discricionariedade para determinar como as leis se aplicam a situações particulares, considerando os princípios gerais do direito e os precedentes jurídicos. 
As leis frequentemente têm "lacunas" ou ambiguidades que não abordam completamente uma determinada situação. Os julgadores desempenham um papel importante ao preencher essas lacunas, tomando decisões que melhor se ajustem ao contexto e aos princípios subjacentes do direito.  A textura aberta do direito permite que os julgadores contribuam para o desenvolvimento da jurisprudência, ou seja, o corpo de decisões judiciais que servem como precedentes legais. Suas decisões em casos difíceis ou inéditos podem influenciar como as leis são interpretadas e aplicadas no futuro. Os julgadores muitas vezes consideram princípios gerais do direito, como equidade, justiça e razoabilidade, ao tomar decisões. Eles devem ponderar esses princípios em relação às regras específicas da lei, buscando equilibrar interesses e valores diversos.  A textura aberta do direito permite que os julgadores adaptem as leis às mudanças na sociedade e nas circunstâncias. Eles podem interpretar as leis de maneira mais flexível para garantir que elas permaneçam relevantes e justas à medida que a sociedade evolui. 